# Demonic Toys
Demonic Toys es una película de terror producida por Full Moon Entertainment y dirigida por Charles Band, fue lanzada el 12 de marzo del 1992.    
La historia gira alrededor de las vivencias de unos pequeños juguetes asesinos,  similares a los observados en la trama de Puppet Master, una película que produjo Charles Band en 1989.  
Al igual que muchos otros lanzamientos de Full Moon, no se estrenó en la pantalla grande, fue comercializada solamente en video, y se le dio una clasificación "R" por violencia, lenguaje vulgar y desnudez breve.

## Sinopsis
La película comienza con Judith Gray (Tracy Scoggins) y Matt Cable (Jeff Weston), una pareja de policías. Ambos se encuentran frente al almacén Toyland, esperando para la detención de Lincoln (Michael Russo) y Guy Hesse (Barry Lynch), acusados de la venta de armas ilegales. Mientras esperan, Judith le cuenta a Matt sobre un extraño sueño que tuvo sobre dos niños (uno bueno y otro malo); también le confiesa que está embarazada. Cuando los traficantes de armas llegan se desata un tiroteo, donde Lincoln le dispara a Matt en el pecho, causando su muerte. Heridos, Hesse y Lincoln corren para esconderse en el interior del almacén mientras Judith los persigue.
Mientras tanto, la Oficina de Seguridad, el Consejo de la Guardia Charneski (Peter Schrum) realiza un pedido a un servicio de entrega de pollo, propiedad de Peterson (Larry Cedar), dirigido por Andy (Richard Speight Jr.) y Mark Wayne (Bentley Mitchum ).  
Simultáneamente, Hesse, moribundo, ve una luz que brilla desde el techo hasta el suelo, a medida que se desangra en el piso, juguetes a su alrededor cobran vida, siendo Hesse mordido en el cuello por Jack Attack, sus dedos devorados por Grizzly Teddy y recibiendo un disparo en el pecho por el Sr. Estático.  
En otro escenario, Judith finalmente esposa a Lincoln en el armario, cuando de pronto la puerta del armario se cierra. Al mismo tiempo, Mark llega con el alimento que Charneski ordenó, cuando escucha disparos procedentes del armario y se dirige a investigar.  
Después de desbloquear las puertas del armario, Charneski deja de llamar a la policía. Pero en su camino de regreso, Grizzly Teddy le golpea en la pierna con un bate, lo que hace que se caiga y pierda su arma. El arma acaba en las manos del Bebé Oopsy Daisy, que dispara a Charneski en la pierna. Jack Attack comienza a estrangularlo, Grizzly Teddy le muerde la cara, y el Bebé Oopsy Daisy apuñala a Charneski en la entrepierna con un cuchillo, mientras Mark y Judith ven con horror. Bebé Oopsy Daisy tira a Charneski a la luz pública y dibuja un pentagrama alrededor de su cadáver. Mientras tanto, una fugitiva llamada Anne (Elena de Dunning), que ha estado escondida en el aire acondicionado, decide salir y unirse al grupo. Explica que ella es la que ha sido abandonada porque su padre la utiliza para la práctica de bate. Judith le pregunta cómo pueden salir, Mark explica que las puertas no se abrirán hasta el día siguiente, pero que serían capaces de abrirlas desde la oficina y que pueden llegar a través de los ejes del aire acondicionado.
Judith explica que ella no puede salir porque debe cuidar a Lincoln, por lo que Mark y Anne continuarán al frente de la oficina. En el camino ven a tres niñas con máscaras de gas montando triciclos. Anne explica que son alucinaciones. No son los espíritus o los juguetes. Finalmente, llegan a la oficina donde son atacados por el Sr. Estático y Baby Oopsy Daisy, hasta que Mark utiliza el spray de Charneski junto a un lanzallamas, quemando a Bebé Oopsy Daisy y Sr. Estático. Jack Attack muerde a Anne en el cuello, pero cuando Mark se lo quita de encima también es mordido. Bebé Oopsy Daisy vuelve y apuñala a Anne causándole la muerte. Mark finalmente se quita a Jack Attack del cuello, disparándole en la cabeza con una escopeta. Dispara al Bebé Oopsy Daisy, pero falla y este se escapa, Mark se va en busca de Judith.
Judith se encuentra en el interior de una casa de muñecas transportada a la guarida "El Niño" (Daniel Cerny). Él revela que es un espíritu de un demonio y puede tomar la forma de lo que quiera. Explica que quiere convertirse en un ser humano, con el fin de lograrlo tiene que fecundar a una mujer. Se puede transferir en el óvulo de la mujer y ahí comerse el alma del bebé, para hacerse cargo de su alma. Si el bebé no lo hace a través del nacimiento, tiene que ser enterrado como una semilla, y una vez crecido, él se levantara de la tierra y hará todo de nuevo. La última vez que había nacido era hace sesenta y seis años, 31 de octubre de 1925. Él tortura a un doctor y a su esposa (Jim Mercer y Pat Crawford Brown) para que le ayudara, pero el bebé no lo hace a través del nacimiento, por lo que engañó a un grupo de niños para sepultarlo en algún lugar, siendo este debajo el sitio de construcción de la bodega, por lo que no era capaz de salir hasta que Hesse se encontró sangrado en el centro de la luz, ya que ésta le ayudó a cobrar vida y lo fortalece hasta que cumpla su objetivo. 
Lincoln tenía un cuchillo con él todo el tiempo y lo utiliza para librarse de sus esposas y escapar. Mientras tanto, el Demonio le explica a Judith que el centro de Luz era el lugar donde fue enterrado hace 66 años, y él la llevó allí porque ella está embarazada. Judith es enviada de vuelta al almacén, y se encuentra con Lincoln sin sus esposas. A continuación, deja de ir tras él. Mark busca más juguetes para disparar al ver a las tres niñas en triciclos y recuerda a sí mismo que no son reales, ya que desaparecen, vuelve a aparecer la niña de plomo, se convierte en un adulto y empieza a desvestirse, luego se convierte en Miss July, "vista anteriormente en una de las revistas de Charneski" y empieza a hablar en la voz de los demonios, se convierte en Anne con el corte de los ojos y luego desaparece, Lincoln alcanza a Mark y está a punto de volarle los sesos cuando Judith finalmente lo alcanza y le dispara en la cabeza a Lincoln, causándole la muerte. De repente, todos los juguetes que están a su alrededor cobran vida, y comienzan a disparar a muerte, entre ellos el Sr. estático, Baby Oopsy Daisy, y Teddy Grizzly. De repente, Grizzly Teddy comienza a transformarse en un monstruo y lanza a Mark a la pared, y persigue a Judith, quien se encuentra dentro de la habitación de madera con la lámpara que cuelga del techo. Judith, sabiendo que esto es el fin, está a punto de dispararse a sí misma en la boca, cuando de repente un juguete soldado abre la otra puerta cerrada para ella, entonces intenta escapar, pero es atrapada por el demonio, el cual la ata. Mientras tanto, Mark, que todavía está vivo, está a punto de salir, cuando oye gritos de Judith y va a entrar a salvarla, sin embargo, es atacado por Grizzly Teddy. Mark corre de vuelta en su coche de entrega, y Grizzly lo quiere atrapar. Luego Mark le dispara el tanque de gasolina y el coche explota, matando al monstruo Grizzly. Mientras tanto, el demonio, ahora en su forma real (Robert Stockele) está a punto de poseer a Judith, el pequeño soldado de juguete le dispara al demonio en el ojo, y la libera, después se convierte en un niño real vestido de soldado (William Thorne). El diablo se transforma de nuevo en “El Niño” y los dos infantes comienzan a luchar, y a explicar el juego de guerra en el sueño de Judith. Como "El Niño" está a punto de matar al muchacho, Judith lo apuñala con la espada del muchacho, y el demonio es enviado de vuelta al infierno. Antes de regresar al cielo, el muchacho le explica a Judith que es el espíritu del hijo que va a tener en los próximos ocho meses. Judith finalmente se reúne con Mark, y entonces esperan a que se abran las puertas para irse.

## Actores
- Tracy Scoggins es Judith Gray.
- Bentley Mitchum es Mark Wayne.
- Daniel Cerny es "El Niño".
- Michael Russo es Lincoln.
- Barry Lynch es Hesse.
- Ellen Dunning es Anne.
- Pete Schrum es El Oficial Charneski.
- Jeff Weston es Matt Cable.
- William Thorne es El Espíritu del hijo de Judith.
- Richard Speight Jr. es Andy.
- Larry Cedar es Peterson.
- Jim Mercer es el Dr. Michael
- Pat Crawford Brown es la Señora Michael.
- Christopher Robin es el Niño Esqueleto.
- Kristine Rose es la Señorita July.
- Robert Stockele es el Demonio.
- Linda O. Cook es la voz del Bebe Oopsy Daisy.

## Voces Adicionales
- Edwin Cook
- Tim Dornberg
- Brigitte Lynn

## Juguetes
- Bebe Oopsy Daisy
- Jack Attack
- Grizzly Teddy
- Mr. Statico